# 翼肢鲎属
翼肢鱟（學名：Pterygotus），又名翼鱟，是已知第二大的廣翅鱟。

## 特徵

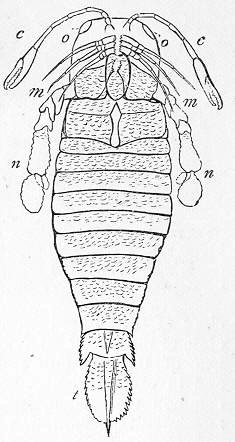
翼肢鱟的底部。

翼肢鱟可以長達2.3米，有一對明顯的複眼，頭中央另有一對較細小的眼睛，共有四對腳，第五對對演化成用來划水的槳，另有一對螯可以捕捉獵物。鰓及生殖器官位於最前六節的背片（即尾巴部份）。
翼肢鱟的外骨骼有半月形的鱗片。尾節較闊，沿中央有明顯的脊。螯大而且長，爪上有鋸齒，遠端邊緣彎曲。頭胸部呈梯形及圓角，複眼位於前方兩角。用來行走的腳細小而幼長，腳上沒有刺。

## 習性
翼肢鱟有一對大眼，可見牠們是靠視覺來捕捉獵物的。翼肢鱟是游泳的能手，在水中非常靈活。牠們會用漿來游水，並以尾巴加速。其尾巴的擺動就像鯨魚的尾巴一般，可以幫助牠們在水中推進。其腳可以幫助控制及穩定其身體。
翼肢鱟棲息在淺海岸區，獵食魚類、三葉蟲及其他細小的動物。牠們會藏於砂中，埋伏伺機以其前腳來捕獵獵物。牠們是古生代海洋中其中一種顶级掠食者。
翼肢鱟不像細小的廣翅鱟可以離開水面到陸地脫殼或繁殖。牠們可以到淡水區域，如遷徙到湖泊或河流覓食。

## 化石紀錄
翼肢鱟最初於志留紀出現，卻於泥盆紀早至中期消失。牠們與較大的傑克羅普鱟及淡水的斯利蒙鱟有關。翼肢鱟的化石在多個大洲都有發現，唯獨南極洲沒有。牠們的化石較為普遍，但完整的卻很稀有。牠們衰落的原因可能與脫殼時行動較緩慢有關。

## 物種
- 英格蘭翼肢鱟 Pterygotus anglicus
  - = Pterygotus atlanticus
  - = Pterygotus minor
- 弓翼肢鱟 Pterygotus arcuatus
- ?奧地利翼肢鱟 Pterygotus australis
- 巴兰德翼肢鱟 Pterygotus barrandei
  - = Pterygotus beraunensis
- 玻利維亞翼肢鱟 Pterygotus bolivianus
- 卡曼氏翼肢鱟 Pterygotus carmani
- 科布氏翼肢鱟 Pterygotus cobbi
- 細齒翼肢鱟 Pterygotus denticulatus
- 佛羅里達翼肢鱟 Pterygotus floridanus
- 加斯佩翼肢鱟 Pterygotus gaspesiensis
- ?大齒翼肢鱟 Pterygotus grandidentatus
- ?豪威爾氏翼肢鱟 Pterygotus howelli
- ?不安翼肢鱟 Pterygotus impacatus
- 科帕尼那翼肢鱟 Pterygotus kopaninensis
- 拉奈克翼肢鱟 Pterygotus lanarkensis
- 萊特博德氏翼肢鱟 Pterygotus lightbodyi
- 魯登斯翼肢鱟 Pterygotus ludensis
- 馬里蘭翼肢鱟 Pterygotus marylandicus
- 門羅翼肢鱟 Pterygotus monroensis
- ?薩爾氏翼肢鱟 Pterygotus sarlei
- ?大腹翼肢鱟 Pterygotus ventricosus

## 大眾文化
翼肢鱟在BBC製作的《與巨獸同行》中獵食布龍度蠍子。